# Vena de Giacomini
La vena de Giacomini es una vena comunicante entre las venas safena mayor (safena interna) y safena menor (safena externa) descrita por primera vez en 1873 por el anatomista italiano Carlo Giacomini, reviste gran importancia en los circuitos de reflujo que se establecen entre estos vasos.
La vena Giacomini recorre la parte posterior del muslo como una proyección del tronco, o tributaria de la safena menor. En un estudio se encontró en más de dos tercios de las extremidades. Otro estudio en la India encontró que la vena está presente en el 92% de los examinados. Está localizada bajo la fascia superficial y su insuficiencia parecía de poca importancia en la mayoría de los pacientes con enfermedad varicosa, pero el uso de la ecografía ha puesto de relieve un nuevo significado de esta vena.
Puede ser parte de una variante de drenaje de la vena safena menor que continúa llegando a la vena safena mayor en el tercio proximal del muslo en lugar de drenar a la vena poplítea. La dirección de su flujo es generalmente anterógrada (la dirección fisiológica) pero puede ser retrógrada cuando esta vena actúa como un bypass de una vena sáfena mayor insuficiente a la vena sáfena menor. 
Existen muchas discusiones sobre esta vena, algunas de ellas confusas para un lector no experto. La insuficiencia en la vena de Giacomini puede presentarse de forma aislada pero se ve sobre todo junto con una insuficiencia de la vena sáfena mayor. Se ha demostrado que puede ser tratada efectivamente ya sea con ablación láser endovenosa o con escleroterapia guiada por ultrasonido.